# Robert Hans Wentzel
Robert Hans Wentzel (* 25. August 1878 in Sulzbach/Saar; † 6. Januar 1970 in Heidenheim an der Brenz) war ein deutscher Eisenbahn-Bauingenieur und Hochschullehrer, er wirkte als Professor für Eisenbahnbau und Rektor der Technischen Hochschule Aachen.

## Leben und Wirken
Nach seinem Abitur im Jahr 1896 studierte Wentzel Bauingenieurwesen an der Technischen Hochschule Charlottenburg. Nach seinem Ersten Staatsexamen für den preußischen Staatsdienst im Jahr 1901 folgte 1906 die Zweite Staatsprüfung im Eisenbahnbaufach. Vor dem Ersten Weltkrieg arbeitete er mehrere Jahre als Regierungsbaumeister (Assessor) bei der preußischen Staatseisenbahn-Verwaltung und nach seinem Kriegsdienst bei der AEG-Bahnabteilung in Berlin.
Ein Jahr nach seiner Promotion folgte Wentzel am 1. Oktober 1920 einem Ruf an die Technische Hochschule Aachen, wo er als Professor für Eisenbahnwesen lehrte und von 1926 bis 1928 als Nachfolger von Hermann Bonin auch zum Rektor der Hochschule gewählt wurde. 
Im Jahr 1939 wurde er auf Grund der zeitweiligen Schließung seines Lehrstuhls an die Deutsche Technische Hochschule Brünn versetzt, aber eine Intervention des Prorektors Otto Gruber sorgte für seine Rückversetzung, obwohl Wentzel selbst lieber zur Technischen Hochschule Hannover gewechselt wäre. So konnte und musste Wentzel diese verkehrs- und wehrpolitische Fachabteilung weiterführen, so gut es unter den kriegsbedingten Unterbrechungen und Schäden möglich war. Nach Gerüchten über eine mögliche Schließung seiner Abteilung stellte Wentzel im Jahr 1943 einen Antrag zur vorzeitigen Emeritierung aus gesundheitlichen Gründen, den aber sein amtierender Rektor Hans Ehrenberg ebenso wie einen weiteren Versetzungsantrag mit einem Appell an sein Ehrgefühl in schwierigen Zeiten und einer Zusage des Erhalts seines Lehrstuhls ablehnte. Schließlich stand Wentzel nach dem Kriegsende 1945 für eine Weiterbeschäftigung nicht mehr zur Verfügung und wurde offiziell emeritiert.

## Wentzels Rolle im nationalsozialistischen Staat
Obwohl sicherlich nicht zu den aktivsten Befürwortern des Nationalsozialismus zählend, wurde er 1933 zusammen mit Felix Rötscher, Hubert Hoff, Hermann Bonin und Adolf Wallichs in den Denunziationsausschuss eingebunden, der sich mit der Überprüfung der Denunziationsfälle beschäftigte, die vom ASTA (Allgemeiner Studentenausschuss) und den Studentenführern auf Grund angeblich kommunistischen Gedankengutes oder regimekritischen Verhaltens von Kollegen und Studierenden gemeldet wurden. Durch die Weiterleitung dieser Meldungen an den Reichskommissar im Erziehungsministeriums Bernhard Rust wurde den nicht arischen Hochschullehrern und Dozenten Otto Blumenthal, Arthur Guttmann, Walter Fuchs, Ludwig Hopf, Theodore von Kármán, Paul Ernst Levy, Karl Walter Mautner, Alfred Meusel, Leopold Karl Pick, Rudolf Ruer, Hermann Salmang und Ludwig Strauss ab September 1933 nach dem Gesetz zur Wiederherstellung des Berufsbeamtentums die Lehrerlaubnis entzogen. Ein Jahr später ernannte man ihn auf Wunsch seines Rektors Paul Röntgen zum Verbindungsdozenten zur Deutschen Gesellschaft für Wehrpolitik und Wehrwissenschaften. Im Jahr 1937 trat er schließlich der NSDAP bei und konnte dadurch zwei Jahre später durch Alfred Buntru als Dekan der Fakultät für Bauwesen bestätigt werden, da mittlerweile nur noch regimetreue Parteimitglieder eine Führungsaufgabe erhielten. Schließlich beauftragte Rektor Ehrenberg ihn damit, noch im Jahr 1943 zusammen mit Peter Mennicken, Hermann Proetel, Hans Mehrtens und Robert Roessing in der Arbeitsgemeinschaft für Raumforschung unter Hermann Roloff mitzuwirken, die im Auftrag der geheimen Organisation „Mittelstelle für Heimatschutz“ die Möglichkeit einer Ausdehnung der Zuständigkeiten der Hochschule auf die besetzten westlichen Nachbarländer organisieren sollte, was sich aber nur wenige Monate später auf Grund der Befreiung dieser Länder durch die Alliierten erledigte.